# Малое Солдатское
Малое Солдатское — село в Беловском районе Курской области. Административный центр Малосолдатского сельсовета.

## География
Село находится на реке Илёк (приток Псла), в 85 км к юго-западу от Курска, в 3 км к юго-западу от районного центра — Белая.
Улицы
В селе улицы: Зеленая, Луговая, Молодёжная, Набережная, Ольховая, Подлесная, Полевая, Речная, Садовая, Союзная, Хуторская, Центральная, Широкая, Юбилейная, Новая, Железнодорожная.
Климат
Малое Солдатское, как и весь район, расположен в поясе умеренно континентального климата с тёплым летом и относительно тёплой зимой (Dfb в классификации Кёппена).
| Показатель                                                                   | Янв. | Фев. | Март | Апр. | Май  | Июнь | Июль | Авг. | Сен. | Окт. | Нояб. | Дек. | Год  |
| ---------------------------------------------------------------------------- | ---- | ---- | ---- | ---- | ---- | ---- | ---- | ---- | ---- | ---- | ----- | ---- | ---- |
| Средний суточный максимум, °C                                                | −3,5 | −2,3 | 3,8  | 13,5 | 19,9 | 23,2 | 25,7 | 25,2 | 18,7 | 11,1 | 3,8   | −0,7 | 11,5 |
| Средняя температура, °C                                                      | −5,6 | −4,9 | 0,1  | 8,7  | 15,2 | 18,9 | 21,3 | 20,5 | 14,5 | 7,7  | 1,6   | −2,7 | 7,9  |
| Средний суточный минимум, °C                                                 | −8,1 | −8,1 | −4   | 3,3  | 9,5  | 13,5 | 16,2 | 15,4 | 10,2 | 4,3  | −0,7  | −4,9 | 3,9  |
| Норма осадков, мм                                                            | 51   | 43   | 49   | 49   | 62   | 69   | 70   | 52   | 54   | 54   | 46    | 49   | 648  |
| Источник: Погода по месяцам c ru.climate-data.org(дата обращения: Июнь 2021) |      |      |      |      |      |      |      |      |      |      |       |      |      |

## Население
| 2002 | 2010 |
| ---- | ---- |
| 863  | ↘801 |

## Инфраструктура
Личное подсобное хозяйство.

## Транспорт
Малое Солдатское находится на автодороге регионального значения 38К-001 (Белая — Мокрушино — граница Белгородской области), на автодорогах межмуниципального значения: 38Н-463 (Малое Солдатское — Вишнево), 38Н-755 (38Н-463 — Белая) и 38Н-756 (38Н-463 — посёлок станции Рулитино), в 2,5 км от ближайшего ж/д остановочного пункта 94 км (линия Льгов I — Подкосылев). Остановка общественного транспорта.
В 77 км от аэропорта имени В. Г. Шухова (недалеко от Белгорода).

## Достопримечательности
- Церковь великомученика Георгия Победоносца (1870 г.)[8]